# Comuna Korîtno-Zabuzke, Vilșanka
Korîtno-Zabuzke (în ucraineană Коритно-Забузьке) este o comună în raionul Vilșanka, regiunea Kirovohrad, Ucraina, formată din satele Korîtno-Zabuzke (reședința) și Vovcea Balka.

## Demografie
Componența lingvistică a comunei Korîtno-Zabuzke
     Ucraineană (95,43%)
     Rusă (2,86%)
     Alte limbi (0,76%)
Conform recensământului din 2001, majoritatea populației comunei Korîtno-Zabuzke era vorbitoare de ucraineană (95,43%), existând în minoritate și vorbitori de rusă (2,86%).